# اندی ساندل
اندی ساندل (انگلیسی: Andy Sandell؛ زادهٔ ۸ سپتامبر ۱۹۸۳) بازیکن فوتبال اهل بریتانیا است.
از باشگاه‌هایی که در آن بازی کرده‌است می‌توان به باشگاه فوتبال وایکام واندررز، باشگاه فوتبال بریستول راورز، باشگاه فوتبال فارست گرین راورز، باشگاه فوتبال بث سیتی، باشگاه فوتبال مالمزبوری ویکتوریا، باشگاه فوتبال نیوپورت کانتی، باشگاه فوتبال ملکشام تاون، باشگاه فوتبال چیپنهام تاون، باشگاه فوتبال آلدرشات تاون، و باشگاه فوتبال سالزبری سیتی اشاره کرد.